# Садовне (Мазовецьке воєводство)
Садовне (пол. Sadowne) — село в Польщі, у гміні Садовне Венґровського повіту Мазовецького воєводства.
Населення — 1312 осіб (2011).

## Демографія
Демографічна структура станом на 31 березня 2011 року:
|          | Загалом | Допрацездатний вік | Працездатний вік | Постпрацездатний вік |
| -------- | ------- | ------------------ | ---------------- | -------------------- |
| Чоловіки | 626     | 139                | 414              | 73                   |
| Жінки    | 686     | 146                | 398              | 142                  |
| Разом    | 1312    | 285                | 812              | 215                  |